# Heissafjord
Der Heissafjord (norwegisch Heissafjorden) ist ein Fjord in der norwegischen Provinz Møre og Romsdal.
Er erreicht eine Tiefe von bis zu 106 Metern und ist etwa 5,5 Kilometer lang bei einer Breite von etwa 2 Kilometern. Der Fjord erstreckt sich in West-Ost-Richtung zwischen der nördlich gelegenen Insel Hessa und dem südlich gelegenen Westteil der Insel Sula. Westlich schließt sich zum offenen Meer hin der Breisundet an, in den zugleich auch von Norden der Valderhaugfjord und von Süden der Sulafjord einmünden. Östlich schließt sich der Borgundfjord an. Am nordöstlichen Ende befindet sich die Zufahrt zum nur wenig weiter nördlich gelegenen Hafen von Ålesund.
Durch den Fjord verläuft die Gemeindegrenze zwischen den Gemeinden Ålesund im Norden und der Gemeinde Sula im Süden. Am Südufer des Fjords liegt der Ort Langevåg. An seinem östlichen Ende bestehen im Fjord diverse Schären im Umfeld der Insel Storholmen. Am westlichen Ende liegt auf der Südseite die kleine Schäre Eltraskjeret.